# Kržava (Krupanj)
Kržava (Servisch: Кржава) is een plaats in de Servische gemeente Krupanj. De plaats telt 808 inwoners (2002).